# Anosia sumbana
Anosia sumbana är en fjärilsart som beskrevs av Talbot 1943. Anosia sumbana ingår i släktet Anosia och familjen praktfjärilar. Inga underarter finns listade i Catalogue of Life.